# 聖托馬斯 (密蘇里州)
聖托馬斯（英語：St. Thomas）是位於美國密蘇里州科爾縣的城市。

## 人口
根據2020年美國人口普查的數據，聖托馬斯的面積為2.53平方千米，皆為陸地。當地共有人口222人，而人口密度為每平方千米88人。